# První mezinárodní Chopinova soutěž na dobových nástrojích
První mezinárodní Chopinovu soutěž na dobových nástrojích uspořádal Národní institut Fryderyka Chopina a konala se ve dnech 2. – 14. září 2018 ve Varšavě. K účasti v soutěži bylo pozváno 30 klavíristů z devíti zemí. Soutěž vyhrál Polák Tomasz Ritter.

## Nástroje
Myšlenkou soutěže je hrát Chopinovu hudbu na nástrojích, pro které byla složena. Pianisté si mohli vybrat klavír, na který hráli během soutěže, ze tří restaurovaných originálů - 1837 Érard, 1842 Pleyel, 1847-1848 Broadwood – a dvou moderních kopií od Paula McNultyho - 1826 Buchholtz a 1819 Graf. Na rozdíl od Mezinárodní Chopinovy klavírní soutěže na současných nástrojích pianisté předváděli jednotlivé skladby na různých nástrojích.